# JR西日本交通服務
JR西日本交通服務股份公司（日语：株式会社JR西日本交通サービス）創立於1979年12月21日，舊名近畿交通事業，是一家總部設於日本兵庫縣尼崎市（尼崎車站內）的日本交通相關服務業者，為西日本旅客鐵道（JR西日本）集團底下的關係企業之一。
此公司主要的業務是接受JR西日本大阪、京都與神戶等幾個支社的委託，代為經營車站的營運。除此之外也有承接部分西日本JR巴士所屬的票務中心、JR西日本車站內的服務台、電話服務中心的營運代管業務，以及前述場所相關服務人員的教育訓練。
原本也營運車站內的托兒中心，但2018年7月關閉位於蘆屋車站的最後一個托兒中心後，已不再營運托兒業務。

## 外部連結
- （日語）JR西日本交通服務 （页面存档备份，存于）